# Saint-Priest-la-Plaine
Saint-Priest-la-Plaine är en kommun i departementet Creuse i regionen Nouvelle-Aquitaine i de centrala delarna av Frankrike. Kommunen ligger i kantonen Le Grand-Bourg som tillhör arrondissementet Guéret. År 2022 hade Saint-Priest-la-Plaine 256 invånare.

## Befolkningsutveckling
Antalet invånare i kommunen Saint-Priest-la-Plaine
Referens:INSEE